# Paulo Londra
Paulo Londra (* 12. dubna 1998 Córdoba) je argentinský zpěvák věnující se rapu.

## Život
Narodil 12. dubna 1998 v Córdobě v Argentině. V mládí se, při sledování Eminemova soundtracku k filmu 8 Mile, inspiroval k tomu, aby se stal rapovým umělcem. Touha interpretovat mimo nahrávací studio ho vedlo k improvizaci a rapování s přáteli na argentinských ulicích.
Jeho profesionální kariéra odstartovala s písní Relax, kterou nahrál na začátku roku 2017. V písních se vyhýbá tématům, jako je násilí a drogy. Známým se stal po svých hitových skladbách Nena Maldición. Jeho píseň Adán y Eva trumfla také na Billboard's Argentina Hot 100. V červenci 2019 spolupracoval s Ed Sheeranem na jedné z jeho písní „Nic na tobě“, která je součástí jeho nového alba. V roce 2019 byl uveden na projektu Ed Sheeran's No.6 Collaborations Project.

## Kariéra
Jeho profesionální kariéra odstartovala s písní "Relax", kterou nahrál na začátku roku 2017.

## Diskografie
- Homerun[5]